# Московское суворовское военное училище
Московское Суворовское военное училище (МсСВУ) — военное образовательное учреждение среднего образования Министерства обороны Российской Федерации, расположенное в Москве. Подчинено Главнокомандующему Сухопутными войсками Российской Федерации.

## История

### Горьковское СВУ
Суворовское военное училище формировалось в г. Горьком в период с 4 июля 1944 г. по 1 октября 1944 г. на основании постановления Государственного Комитета Обороны СССР от 04.06.1944 г. № 6002, директивы Генерального штаба Красной Армии от 10.06.1944 г. № Орг/7/309472, директивы организационно-мобилизационного отдела штаба Московского военного округа от 17.06.1944 г.
Формирование училища закончилось 1 октября 1944 года (приказ по училищу от 01.10.1944 г. № 023). Годовой праздник училища приказом Министра обороны СССР от 30.12.1961 г. № 00149 установлен 1 октября.
Суворовское военное училище комплектовалось детьми погибших на фронте и сражающихся воинов Красной Армии. Отбор проводился специальными комиссиями обкомов партии Ленинградской, Московской, Горьковской, Ивановской, Кировской, Ярославской областей и Главным управлением кадров Наркомата обороны СССР.
В первом наборе были: дети погибших на фронте — 236 человек — 46,7 %; дети сражающихся воинов Красной Армии — 164 человека — 32,7 %; дети инвалидов войны — 19 человек — 3,8 %; дети партизан и советских работников — 13 человек — 2,6 %; дети рабочих и служащих — 67 человек — 13,3 %; в том числе сироты — 29 человек — 5,7 %.
Всего в первом наборе было — 505 человек.
Первым начальником училища был назначен генерал-майор Железников Карп Афанасьевич (23.06.1944-27.04.1950), заместителем начальника училища по политчасти — начальником политотдела полковник Толстой Георгий Ильич (25.07.1944-03.02.1950), заместителем начальника училища — начальником учебного отдела полковник Аверин Александр Ильич.
8 ноября 1944 года на площади Минина в г. Горьком училищу было вручено Красное Знамя образца, установленного указом Президиума Верховного Совета СССР от 21.12.1942 г. и грамота Президиума Верховного Совета СССР от 18.08.44 г. Вручение Знамени производил заместитель начальника УВУЗ ГУК НКО СССР гвардии генерал-майор Никитченко.
Город Горький направил в Училище лучших учителей, а армия — опытных боевых офицеров с педагогической подготовкой.
За период своего существования с 1944 по 1956 годы. Горьковское СВУ сделало 8 выпусков. Многие выпускники Горьковского СВУ стали видными государственными деятелями, военачальниками, деятелями науки, культуры и искусства.
Воспитанники Горьковского СВУ принимали активное участие в жизни страны, города Горького: 210 воспитанников училища в составе отдельного сводного полка суворовцев приняли участие в Параде Победы на Красной площади в Москве в июне 1945г; в 1949 году 56 суворовцев были участниками I Спартакиады Суворовских военных, Нахимовских военно-морских и артиллерийских подготовительных училищ в Москве и разделили 4-5 места с Калининским СВУ, завоевав 3 командных приза из 15 и 18 грамот за первые места из 88, заняв первое место по баскетболу и гимнастике; в 1951 г. в г. Киеве училище заняло общее 2-е место, заняв первое место по плаванию, прыжкам в воду, второе место — по баскетболу, лёгкой атлетике и много третьих мест по различным видам спорта.
Команда суворовцев неоднократно занимала первые места на мужском чемпионате г. Горького по баскетболу, была рекордсменом города в эстафете 4×100 м, постоянным победителем легкоатлетической эстафеты на приз газеты «Горьковская правда» и др.
В последующие годы начальниками Горьковского СВУ были: генерал-майор Смирнов Гурий Николаевич (27.04.1950 — 25.07.1953); генерал-майор Анисимов Борис Афанасьевич (1953—1956).

### Московское СВУ
30.08.1956 Горьковское Суворовское военное училище передислоцировано в г. Москву (Фили) на фонды, освобожденные Центральными курсами усовершенствования офицеров разведки, и переименовано в Московское Суворовское военное училище.
С ноября 1957 года Московское Суворовское военное училище принимало участие во всех военных парадах, проходивших на Красной площади.
Со временем изменилась система подготовки суворовцев. В 1964 году училище перешло на трёхлетнюю программу обучения. Стали принимать мальчиков после 8-го класса в возрасте 15-16 лет.
21.12.1991 училище передислоцировано в г. Москву, Извилистый проезд, дом 11 на фонды, освобожденные 30-й школой младших специалистов строительных войск.
За 6 лет была проведена большая работа, были перестроены казарменный фонд, учебные классы и спортивные залы, библиотека. В настоящее время училище располагает современной учебно-материальной базой, хорошими жилищно-бытовыми условиями, двумя спортивными залами со сложными тренажёрами, телевизионным центром, уникальным библиотечным фондом. В Московской области оборудован стационарный полевой учебный центр. Суворовцы имеют все возможности для гармоничного развития и самосовершенствования.
За период своего существования Московское (Горьковское) СВУ произвело 63 выпуска, дало путёвку в жизнь более 11 тысячам воспитанникам, 384 суворовца закончили училище с золотыми и серебряными медалями.
Училище гордится своими воспитанниками, ставшими героями Советского Союза при выполнении интернационального долга в Демократической Республике Афганистан.
За успешное выполнение задания по оказанию интернациональной помощи Демократической Республике Афганистан и проявленные при этом мужество и героизм указом Президиума Верховного Совета СССР старшему лейтенанту Филиппову Олегу Павловичу присвоено звание Героя Советского Союза посмертно.
За успешное выполнение боевой задачи по удержанию горного перевала в Демократической Республике Афганистан до подхода главных сил и проявленные при этом мужество и героизм указом Президиума Верховного Совета СССР командиру десантно-штурмовой роты капитану Козлову Сергею Николаевичу присвоено звание Героя Советского Союза.
Из числа выпускников Московского Суворовского военного училища многие стали генералами. Среди них — генерал-полковник Кочкин Г. А., генерал-лейтенант Стрельников В. Г., генерал-майор Егоров А. И. и др. Среди выпускников училища немало учёных, есть дипломаты и актёры. Так, Иванов Игорь Сергеевич — дипломат, бывший министр иностранных дел РФ и секретарь Совета безопасности РФ.
1 октября 2024 года Московское суворовское военное училище награждено орденом Почёта.

## Деятельность
В Москве изначально располагалось рядом со станцией метро «Фили». В 1991 году было переведено на Извилистый проезд, дом 11 (станция метро «Бабушкинская»), где и находится по сей день. С 2011 года выпуск суворовцев проводится на Соборной площади Кремля. Напротив Московского СВУ расположен Московский пограничный институт ФСБ России.

Епископ Красногорский Савва, председатель отдела Московского патриархата по взаимодействию с Вооружёнными Силами и правоохранительными органами, отзывается об Мс СВУ:
Московское суворовское училище — это продолжение истории военной славы России. 
Ведь из стен этого замечательного учебного заведения вышли многие лучшие сыны наших 
Вооруженных сил. 
Испытываешь чувство гордости за мальчишек в алых погонах, избравших 
целью своей жизни защиту Отечества. 
Радостно видеть их усердие в постижении военной науки, 
стремление стать образованными 
И высоконравственными 
офицерами, преданными Родине и готовыми отдать за неё жизнь

### Начальники училища
В Горьком:
- генерал-майор Железников Карп Афанасьевич (1944—1950),
- генерал-майор Смирнов Гурий Николаевич (1950—1953),
- генерал-майор Анисимов Борис Афанасьевич (1953—1956).

В Москве:
- генерал-майор Вагин, Леонид Иванович, Герой Советского Союза (1956—1961),
- полковник Мусланов Григорий Фёдорович, Герой Советского Союза (1961—1963),
- генерал-майор Савченко Сергей Степанович (1963—1965),
- генерал-майор Федотов Василий Николаевич, Герой Советского Союза (1965—1973),
- генерал-майор Киволя Пётр Фёдорович (1973—1982),
- генерал-майор Суменков Иван Иванович (1982—1991),
- генерал-майор Корнилов Николай Алексеевич (1991—1998),
- генерал-майор Рощин Вячеслав Александрович (1998—2006),
- генерал-майор Нечаев Андрей Васильевич (2006—2009),
- полковник Томашов Александр Сергеевич (2010—2011),
- Аглушевич Александр Владимирович (2011—2013),
- генерал-майор Касьянов Александр Михайлович (2013—2017),
- генерал-лейтенант Поляков Виктор Тимофеевич (с 2017).

### Выпускники училища
См. также категорию: Выпускники Московского суворовского военного училища

## Галерея
- Вид из парка